# استان آرائوکو
استان آرائوکو (به [Provincia de Arauco] Error: {{Lang-xx}}: متن دارای نشانه‌گذاری ایتالیک است (راهنما)) یکی از چهار استان منطقه بیوبیو شیلی است. مرکز استان شهر لبو است.